# تاکایوکی سوزوکی
تاکایوکی سوزوکی (به انگلیسی: Takayuki Suzuki) بازیکن فوتبال اهل ژاپن و عضو تیم ملی فوتبال ژاپن است که در تاریخ ۲۵ آوریل ۲۰۰۱ میلادی اولین بازی ملی‌اش را انجام داد. او در ۵۵ بازی ملی حضور داشت و آخرین بازی ملی خود را در تاریخ ۱۲ اکتبر ۲۰۰۵ میلادی انجام داد. تاکایوکی سوزوکی در بازی‌های ملی‌اش
۱۱ گل به ثمر رساند.